# ヒラコドン科
ヒラコドン科（ひらこどんか、学名：Hyracodontidae）とは、始新世前期から中新世後期にかけて生息していた草食哺乳類のこと。別名ハイラコドン科。

## 進化史
ヒラコドン科は、始新世後期にヒラキウス科から誕生したと考えられ、この科は始新世中期に二つの亜科に分岐したと考えられている。その一つが、ヒラコドン亜科で、始新世中期に誕生したと考えられていて、鮮新世後期には絶滅した。恐らく森林の減少に適応できなかったからである。もう一つの系統がパラケラテリウム亜科で、この亜科は、始新世中期に現れ、アジアと北アメリカに生息していたが、後に東ヨーロッパにも分布していたことが知られている。

## 形態
この科も、進化史の節で述べたことと同じように、形態的にも二つの系統に分けられる。一つはヒラコドン亜科で、もう一つがパラケラテリウム亜科。前者は比較的軽快な体をしていて、四肢は長く、少臼歯が少し大臼歯化しているのが特徴。多少ウマ科に似ている。後者は陸上最大の哺乳類を生み出したほど巨大であった。

## 分布
アジアから北アメリカ・東ヨーロッパ。